# 希斯顿足球俱乐部
希斯頓足球會（英語：Histon Football Club）是一間位於英格蘭劍橋郡，距離劍橋以北約3英哩（5公里）的雙連村希斯顿及英平顿（Histon and Impington）的足球會，以大橋路球場（Bridge Road）作為主場，現時在英格蘭足球議會北部聯賽中角逐。
球會於1904年成立時稱為「希斯頓學院足球會」（Histon Institute F.C.），在「劍橋郡足球聯賽」（Cambridgeshire Football League）征戰多年。希斯頓現時的綽號「The Stutes」就是從「Institute」簡化而來的。希斯頓的傳統顏色為紅黑，主要穿著紅黑直間球衣，黑褲及黑袜。
希斯頓的傳統對敵為伊利城（Ely City），但近年已苦無交手機會；希斯頓認定同在全國聯賽參賽的近鄰剑桥联作為現時的敵對對象。

## 榮譽及成就
英格蘭足球議會全國聯賽
- 附加賽準決賽：2008/09年；

英格蘭足球議會聯賽南部聯賽
- 冠軍：2006/07年；

英格蘭足球南部聯賽超聯組
- 冠軍：2004/05年；

英格蘭足球南部聯賽東部組
- 亞軍：2003/04年；

東部郡制聯賽超聯組
- 冠軍：1999/00年；

東部郡制聯賽甲組
- 亞軍：1996/97年；

英格蘭足總盃
- 第三圈：2008/09年；

英格蘭足總錦標
- 第三圈（16強）：2006/07年、2007/08年；
- 第四圈（32強）：2000/01年、2004/05年；

英格蘭足總瓶
- 第四圈：1990/91年、1996/97年、1999/00年；

## 外部連結
- Histon F.C. Official website （页面存档备份，存于）